# Puerto-Rico-Taube
Die Puerto-Rico-Taube (Geotrygon larva, Synonym: Oreopeleia larva), auch als Puerto-Rico-Erdtaube bezeichnet, ist eine ausgestorbene Taubenart aus der Gattung der Amerikanischen Erdtauben (Geotrygon). Sie ist nur von subfossilem Material aus dem Holozän bekannt.
Überreste der Puerto-Rico-Taube wurden in den Höhlen Cueva Clara und Cueva Catedral nahe Morovis, in der Höhle Cueva Toraño bei Utuado und in einem Køkkenmøddinger nahe Mayagüez auf Puerto Rico zu Tage gefördert. Der Holotypus, ein Tarsometatarsus, wurde im Juli 1916 von Harold Elmer Anthony (1890–1970) in der Höhle Cueva Clara entdeckt.
Nach Ansicht von Alexander Wetmore war die Puerto-Rico-Taube mit der Gundlachtaube (Geotrygon caniceps) verwandt, die auf Kuba und in der Dominikanischen Republik vorkommt. Der Tarsometatarsus war jedoch deutlich länger als bei der Gundlachtaube. Verglichen mit der Bergtaube (Geotrygon montana) hatte die Puerto-Rico-Taube schmalere Tarsometatarsi. Die Anzahl der gefundenen Knochen gibt zu der Vermutung Anlass, dass die Puerto-Rico-Taube vor der Ankunft der ersten Siedler auf der Insel weitverbreitet gewesen sein muss. Wahrscheinlich wurde sie ein Opfer der weitflächigen Entwaldungen.